# Nezara viridula
Nezara viridula, широко відомий як південний зелений смердючий клоп (у США), південна зелена щитівка (у Великій Британії) або зелений овочевий клоп (у Австралії та Новій Зеландії), є щитником, рослиноїдний. Вважається, що він походить з Ефіопії, тепер його можна знайти по всьому світу. Через те, що він віддає перевагу певним видам бобових культур, таким як квасоля та соя, він є  шкідником таких культур. 

## Опис

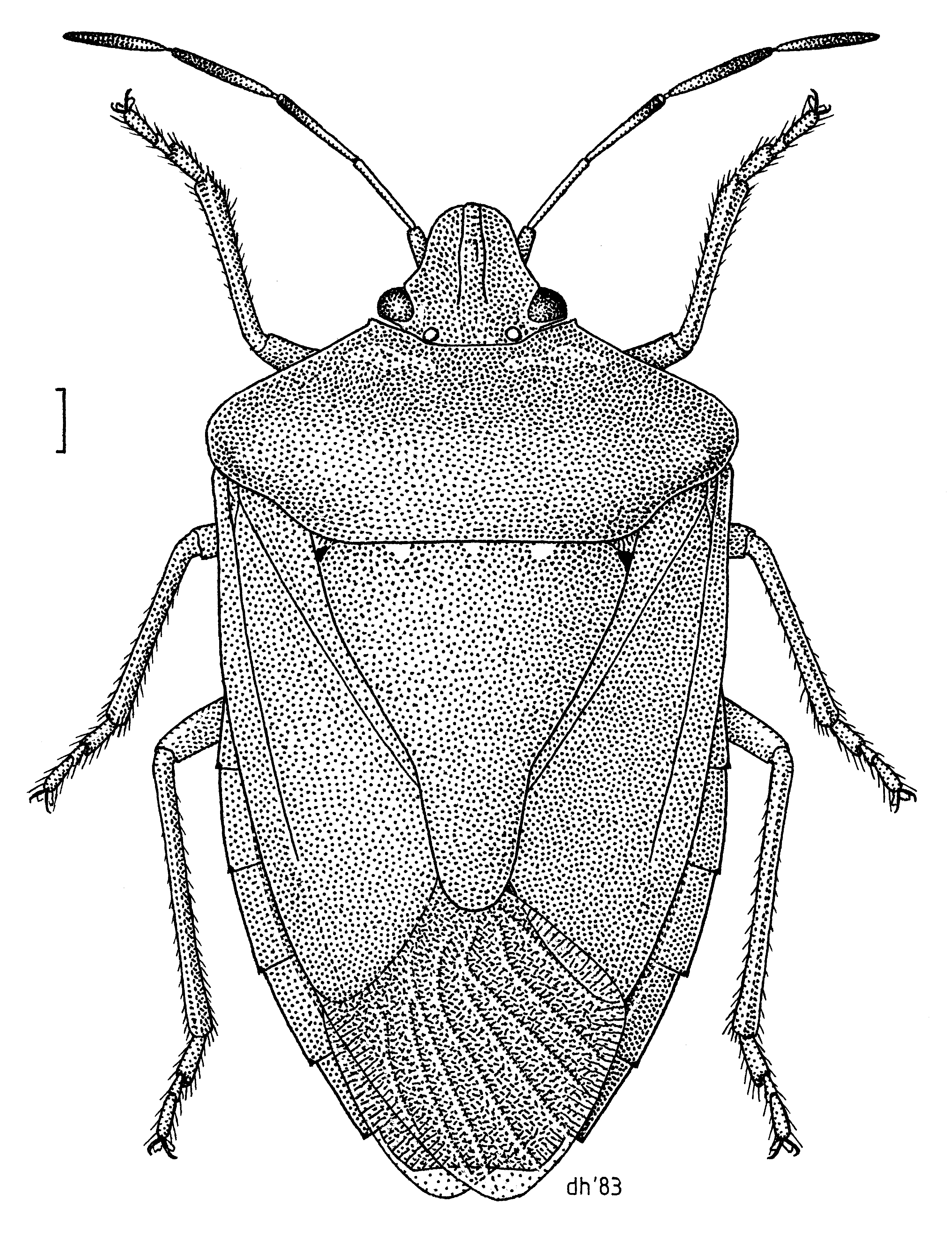
Nezara viridula ілюстрований Дезом Гельмором

Дорослі самці можуть досягати довжини тіла (від передньої частини до верхівки надкрила) приблизно 12,1 міліметра (0,48 дюйм), тоді як самки більші, досягаючи розміру приблизно 13,1 міліметра (0,52 дюйм). Тіло зазвичай яскраво-зелене і має форму щита, а очі зазвичай червонуваті, але вони також можуть бути чорними. На щитку є ряд із трьох білих плям. Вони відрізняються від подібного зеленого клопа (Chinavia hilare) формою отворів запашних залоз, які у N. viridula короткі й широкі, а у зеленого клопа — вузькі й довгі.

### Кольорові морфи
Кілька різних морфів можна розрізнити за схемою забарвлення їхнього екзоскелета. Найпоширеніша морфа переважно зелена (Nezara viridula f. smaragdula), рідше морфа зелена з білими або жовтуватими передніми краями на голові та грудях (Nezara viridula f. torquata Fabricius, 1775) і дуже рідкісна морфа має рівномірно оранжеве або жовте (іноді рожеве) забарвлення (Nezara viridula f. aurantiaca).

## Історія життя
У тропіках Nezara viridula розмножується цілий рік. У помірних зонах цей вид представляє репродуктивну зимову діапаузу, пов’язану з оборотною зміною забарвлення тіла від зеленого до коричневого або коричневого.
При готовності до спаровування N.viridula видає звук 100  Гц із «тимбалом», що складається із злитих першої та другої терги (не плутати з тимбалом цикад), що дозволяє двонаправлено спілкуватися з будь-яким Nezara viridula, що знаходиться на одній рослині. Самка відкладає від 30 до 130 яєць за один раз у вигляді яєчної маси, міцно приклеєної до нижньої частини листка . Яйця мають бочкоподібну форму, з отвором на верхівці. Для розвитку яєць потрібно від 5 до 21 дня, залежно від температури. Новонароджені личинки збираються біля порожніх яєць і харчуються лише через три дні, після першої линьки . Вони линяють п'ять разів до досягнення зрілості, щоразу збільшуючись у розмірах. Кожна стадія триває близько тижня, за винятком останньої перед метаморфозою, яка на день довша. Протягом одного року може розвинутися до чотирьох поколінь, причому яйця розвиваються у дорослих особин лише за 35 днів у середині літа. Аж до третьої линьки личинки збираються разом на рослині-хазяїні; метою цього скупчення, ймовірно, є об’єднання хімічних засобів захисту від хижаків, наприклад мурах.

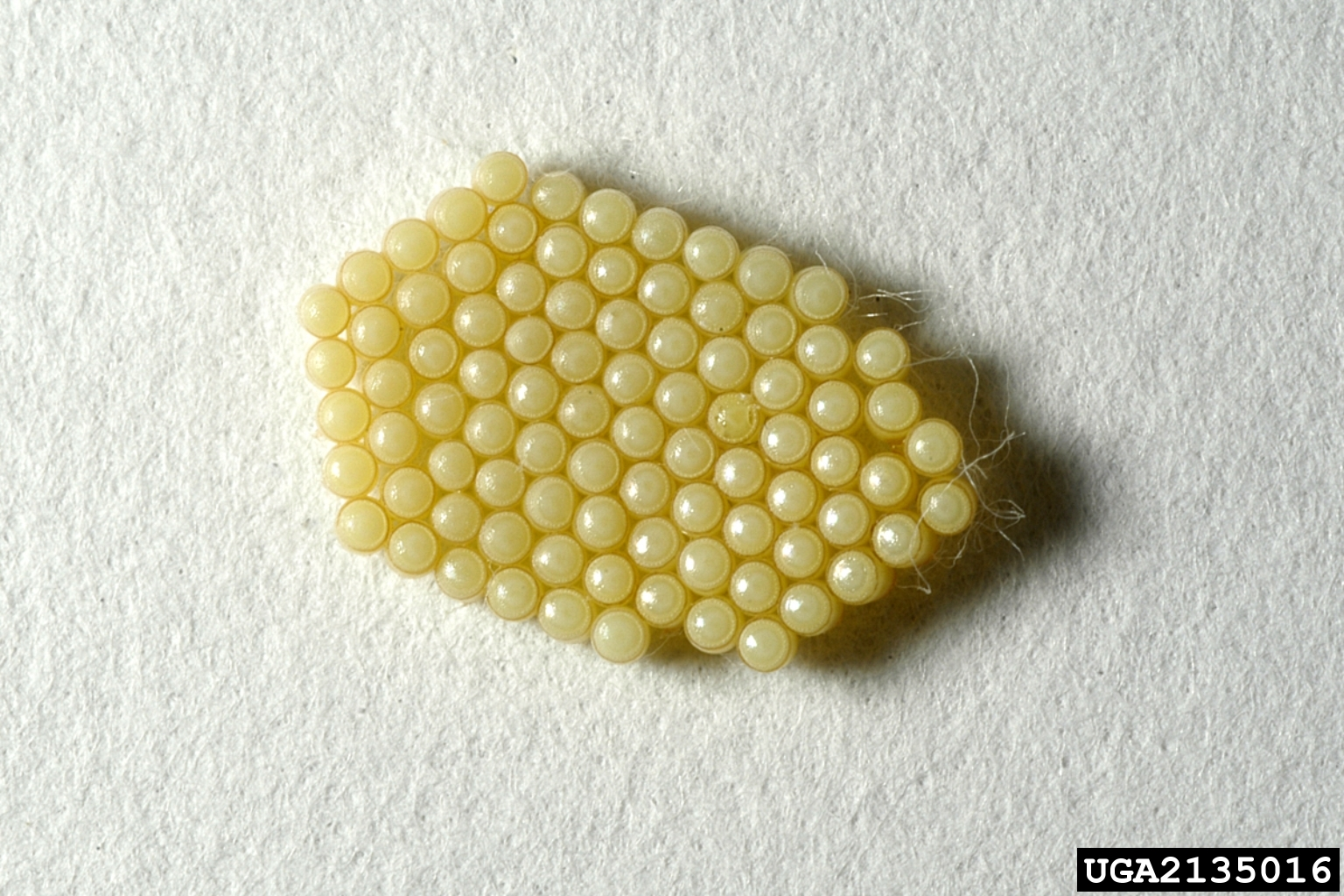
Яйця
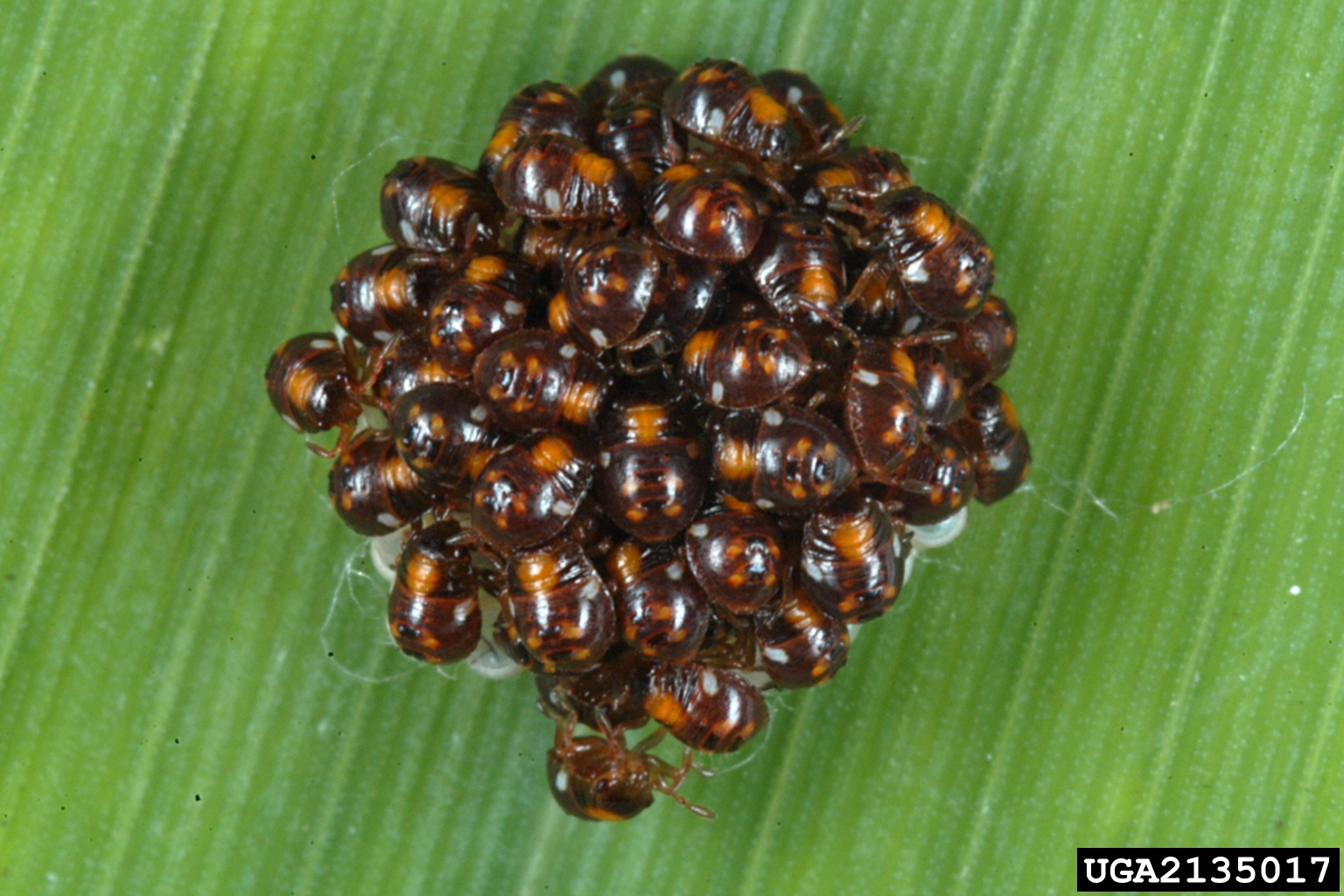
Перший вік
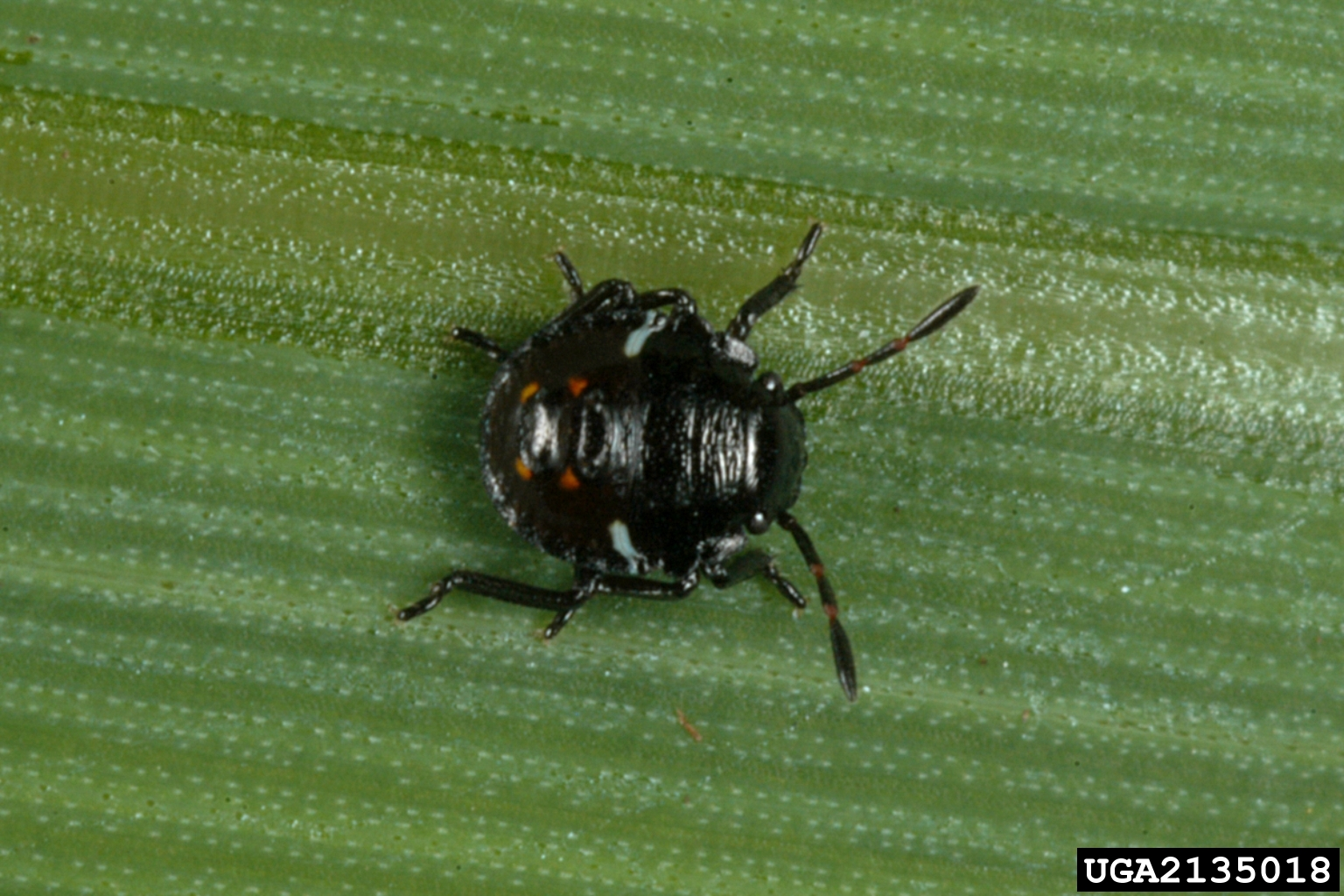
Друга стадія
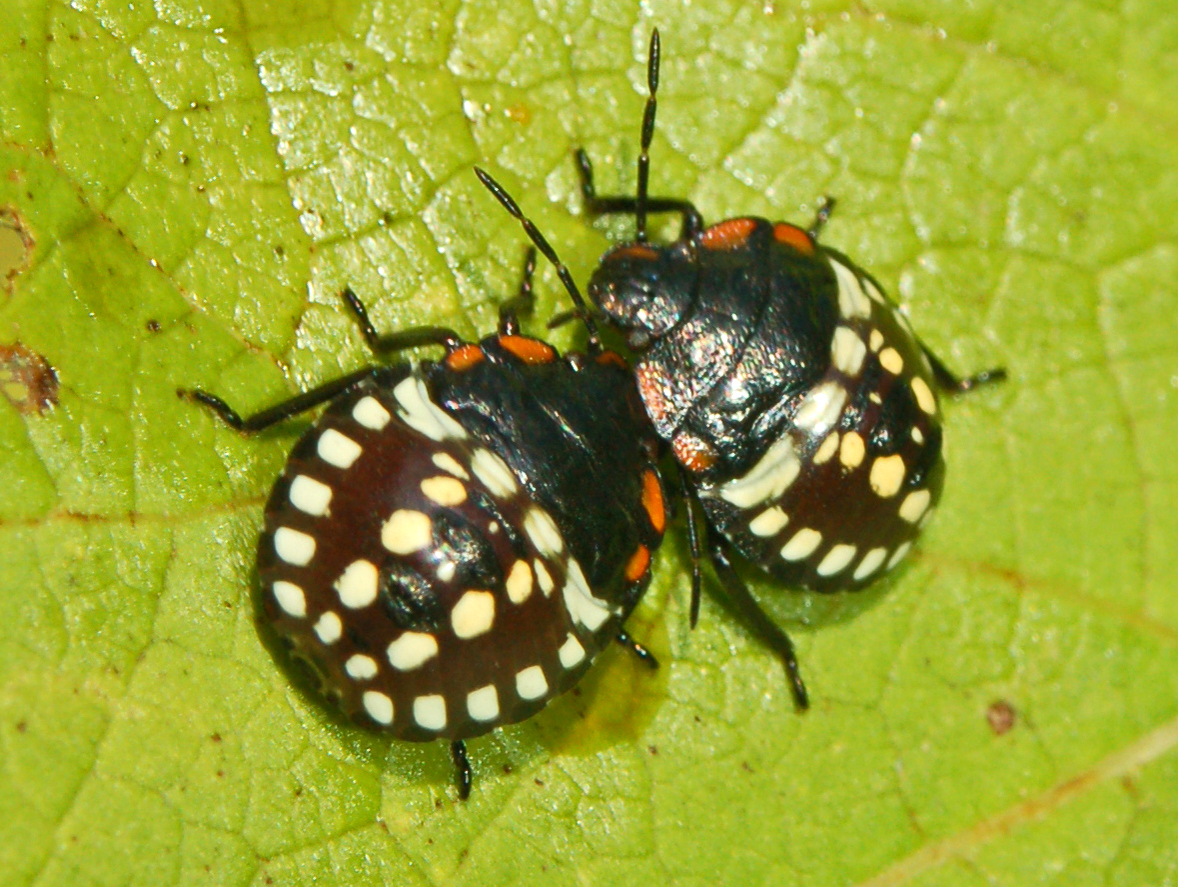
Третя стадія
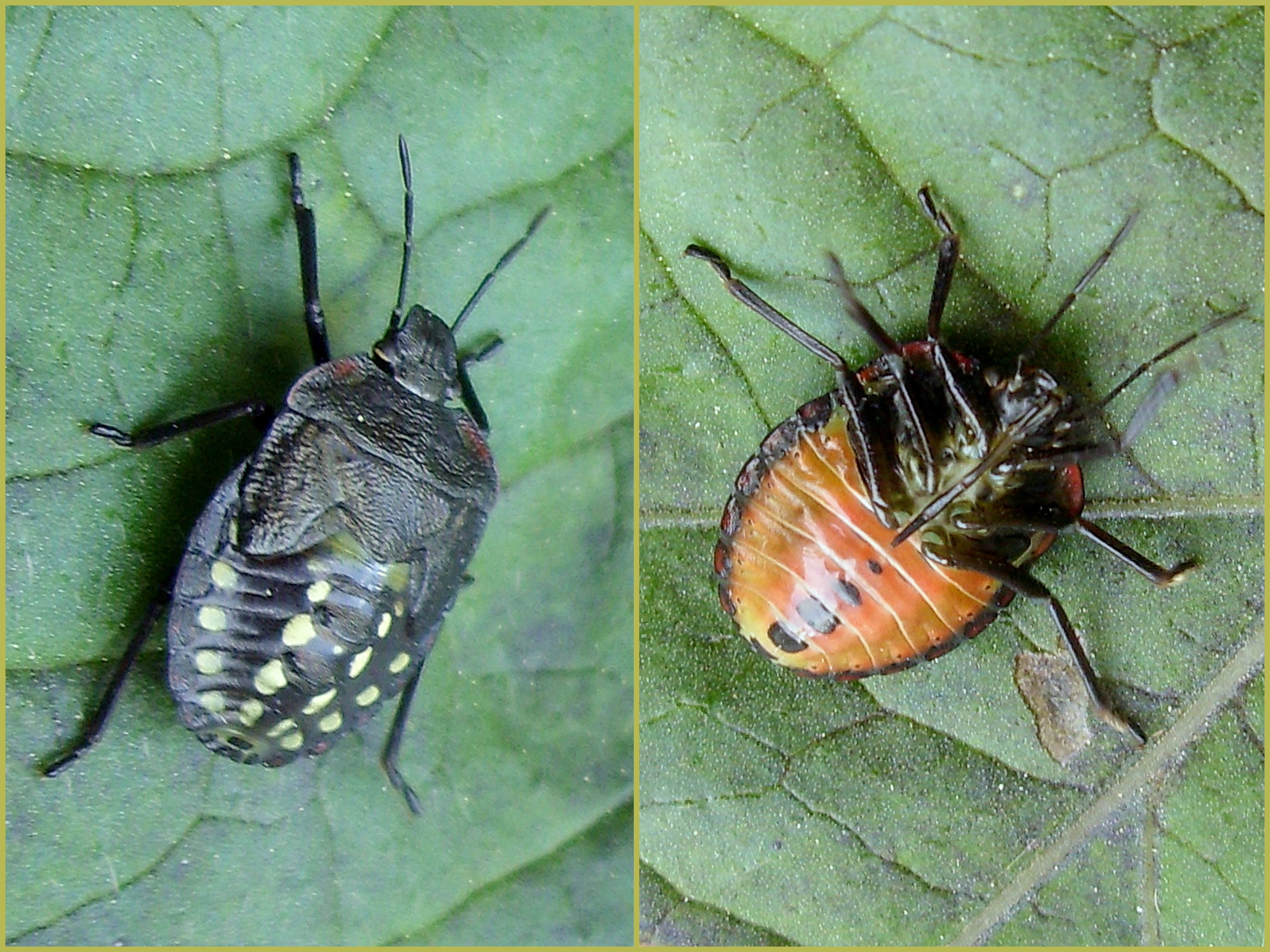
Четверта стадія
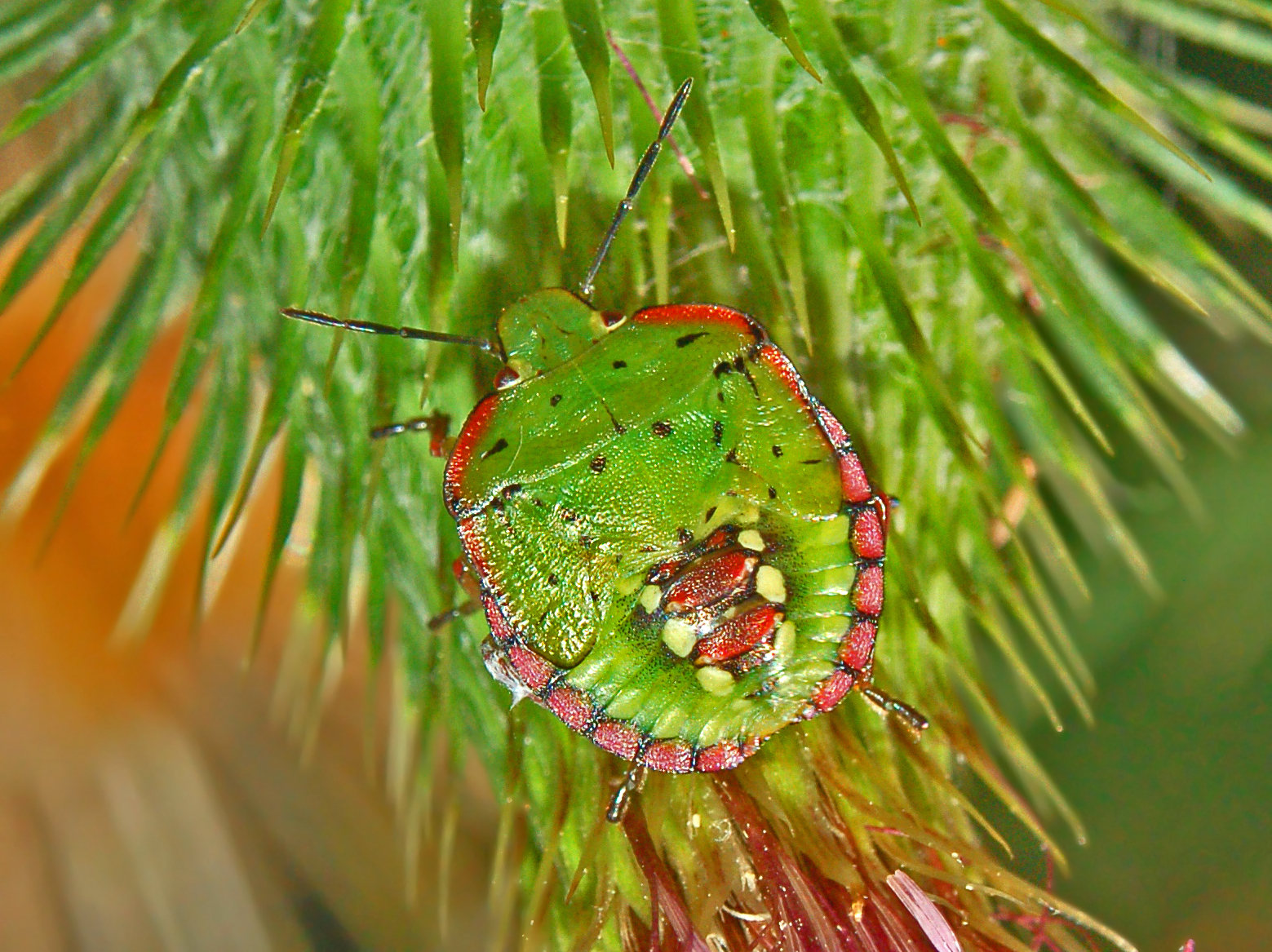
П'ята стадія
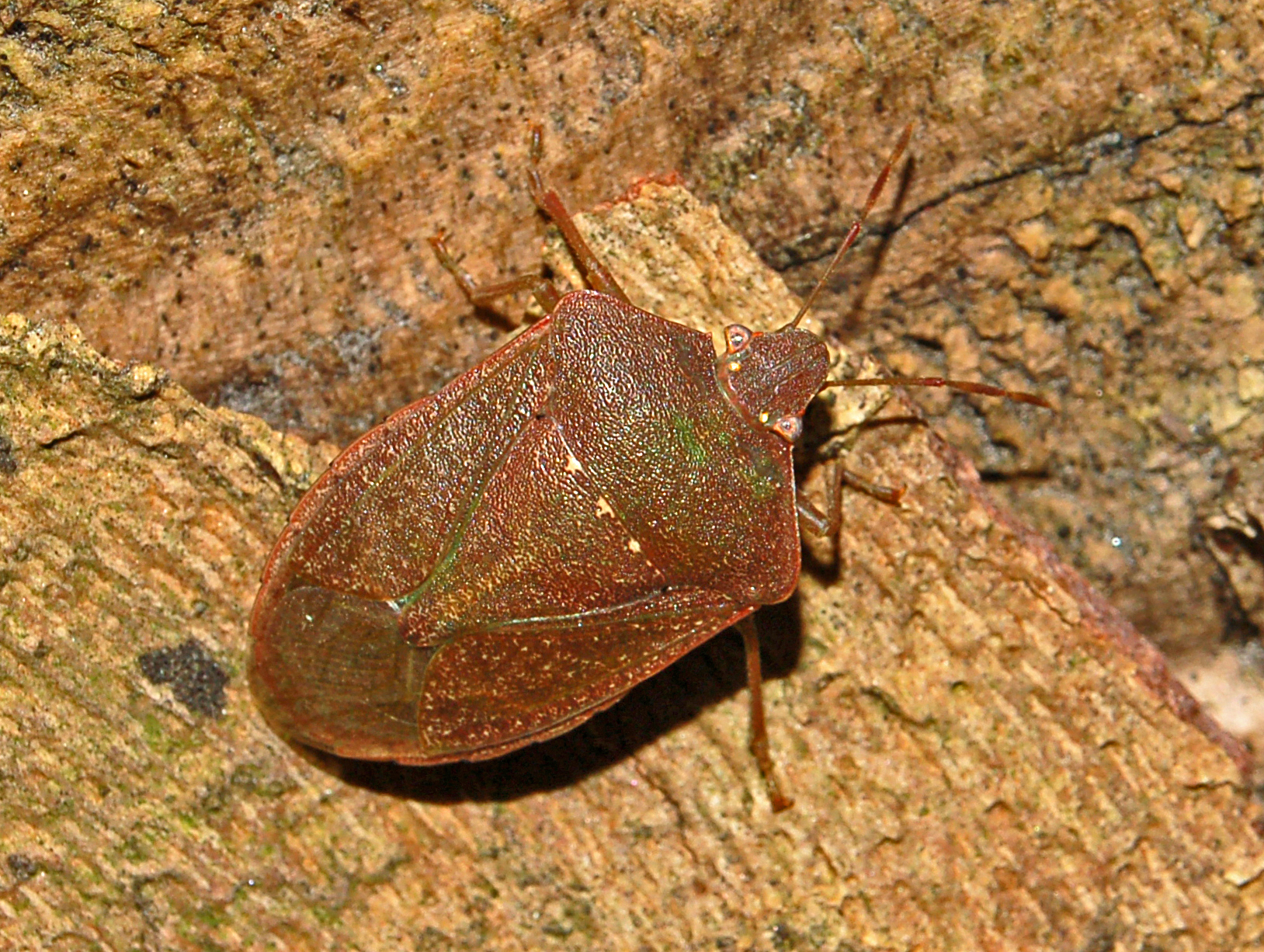
Дорослий, зимовий колір візерунка

## Екологія
Це надзвичайно багатоїдна травоїдна тварина, здатна харчуватися рослинами з понад 30 сімейств, як однодольних, так і дводольних . Він віддає перевагу бобовим, віддаючи перевагу харчуванню рослинами, які плодоносять або утворюють стручки.
Найважливішим чинником, що обмежує популяцію в помірних зонах, є зимові холоди. Смертність зимуючих особин становить від 30 до 80%, а популяція не може вижити в районах, де середня температура взимку нижче 5°C. Самки, як і більші особини та ті, що мають червонувато-коричневе забарвлення, мають більше шансів пережити зиму, ніж самці. В останні десятиліття вид, здається, розширює свій ареал на північ у північній півкулі. Від своєчасного настання діапаузи залежить і здатність тварини пережити зиму.

## Походження та ареал
Nezara viridula є космополітичним видом, що мешкає в тропічних і субтропічних регіонах Америки, Африки, Азії, Австралазії та Європи між 45 градусами північної та 45 градусів південної широти. Його точне походження невідоме, але вважається, що він походить з регіону Ефіопії в Східній Африці, звідки він поширився по всьому світу завдяки потужним польотам і людським торговим шляхам.